# Bistum Little Rock
Das in den Vereinigten Staaten gelegene Bistum Little Rock (lat. Dioecesis Petriculana) ist eine Diözese der römisch-katholischen Kirche, die ihren Sitz in Little Rock hat und den gesamten Bundesstaat Arkansas umfasst. Er wurde am 28. November 1843 aus Gebieten des Bistums Saint Louis errichtet. Es untersteht heute dem Erzbistum Oklahoma City als Suffragandiözese.

## Bischöfe
1. Andrew Byrne (1843–1862)
2. Edward Fitzgerald (1866–1907)
3. John Baptist Morris (1907–1946)
4. Albert Lewis Fletcher (1946–1972)
5. Andrew Joseph McDonald (1972–2000)
6. James Peter Sartain (2000–2006)
7. Anthony Basil Taylor (seit 2008)

## Weblinks

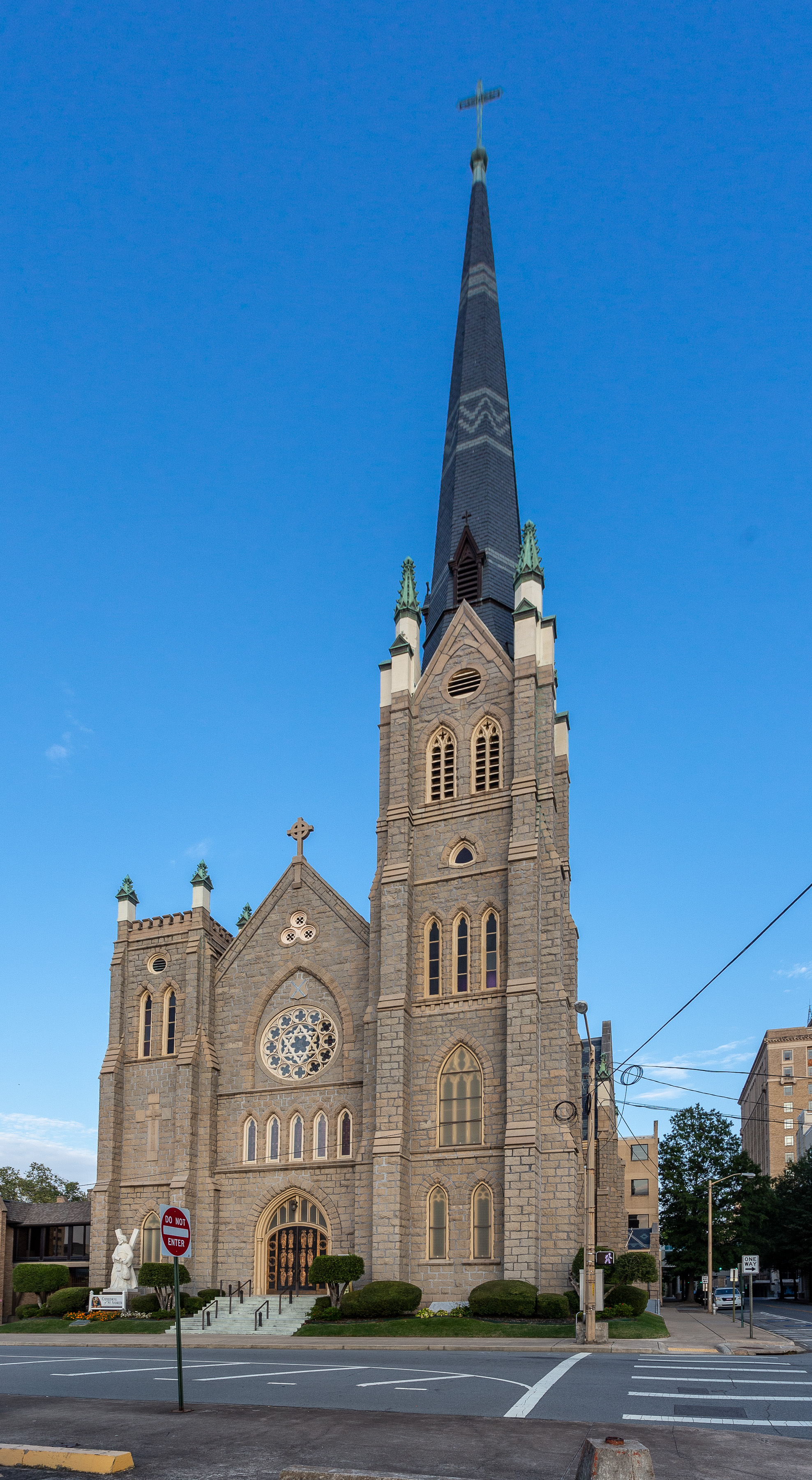
Kathedrale: Saint Andrew in Little Rock

Wappen des Bistums Little Rock